# Roger Capellani
Pour les articles homonymes, voir Capellani.
Roger Capellani (né le 31 janvier 1905 à Paris et mort le 30 mai 1940 à Zuydcoote) est un réalisateur français. 

## Biographie
Roger Capellani est le fils du réalisateur et scénariste Albert Capellani et le neveu de l'acteur Paul Capellani.
Il a tourné notamment pour les studios Paramount Pictures de Joinville-le-Pont (Val-de-Marne) des versions françaises de films étrangers, et a travaillé à plusieurs reprises avec le scénariste Saint-Granier.
Mobilisé au 12e régiment de Cuirassiers, Roger Capellani est mort au champ d'honneur lors des combats de la bataille de Dunkerque.

## Filmographie

### Comme réalisateur
- 1931 : Quand te tues-tu ?
- 1931 : Delphine (commencé par Jean de Marguenat)
- 1931 : Un caballero de frac, version espagnole de Un homme en habit de René Guissart
- 1931 : Les Déménageurs (court métrage)
- 1932 : Avec l'assurance
- 1932 : Côte d'Azur
- 1932 : Le Domestique mécanique (court métrage)
- 1932 : Mimi Pandore (moyen métrage)
- 1932 : Le Beau Rôle (court métrage)
- 1932 : Riri et Nono chez les pur-sang (moyen métrage)
- 1932 : Le Bolide (court métrage)
- 1933 : Noces et banquets (moyen métrage)
- 1933 : Maison hantée (moyen métrage)
- 1933 : Feu Toupinel
- 1934 : Voilà Montmartre
- 1934 : Torture
- 1935 : Crime d'amour
- 1936 : Le Mari rêvé

### Comme monteur
- 1930 : Le Secret du docteur de Charles de Rochefort